# الیستر هیث
الیستر هیث (انگلیسی: Allister Heath؛ زادهٔ ۱۹۷۸ (۴۶–۴۷ سال)) روزنامه‌نگار اهل فرانسه است. هیث درمولوز در آلزاس. فرانسه در یک خانواده انگلیسی به دنیا آمد. تا ۱۷ سالگی همراه با خانواده بود تا اینکه برای تحصیل در رشته علم اقتصاد در (مدرسه اقتصاد لندن) (۱۹۹۵–۱۹۹۸) به بریتانیا نقل مکان کرد، ودر دوره کارشناسی ارشد در علم اقتصاد فارغ‌التحصیل شد.

## دوران جوانی
هیث در مولوز در آلزاس، فرانسه در یک خانواده انگلیسی به دنیا آمد. او تا سن ۱۷سالگی در آنجا زندگی کرد تا زمانی که برای تحصیل در رشته اقتصاد در مدرسه اقتصاد لندن (۱۹۹۵–۱۹۹۸) به بریتانیا رفت و سپس مدرک کارشناسی ارشد خود را در این زمینه در کالج راکفورد، آکسفورد به دست آورد.

## فعالیت حرفه‌ای
» هیث قبلاً سردبیر شهر سیتی A.M. و تجارت بود، این بنگاه در ۲۰۰۸ مدت کوتاهی پس از خروج او بسته شد. از آن زمان او معاون سردبیر دیلی تلگراف، مسئول محتوای تجاری، و سردبیر وابسته و ناظر بوده‌است.
اولین کتاب او، مالیات ثابت: به سوی یک مدل بریتانیایی، در سال ۲۰۰۶ منتشر شد.
در ژوئیه ۲۰۱۶، هیث در جشن ۶۰ سالگی مؤسسه امور اقتصادی سخنرانی کرد.
در اکتبر ۲۰۱۷، هیث توسط مفسر ایان دیل در رتبه ۸۷ در بین «۱۰۰ نفر از اثرگذارترین افراد برتر در سمت راست» قرار گرفت.
در ژوئن ۲۰۱۸، هیث گفت که «نظریه توطئه مارکسیسم فرهنگی بیداد می‌کند.»

## برگزیت
هیث در ۲۰۱۴، توصیه کرد زمان آن فرا رسیده تا همراهی کردن در سرمایه‌داری را رد کنیم و چیزهای واقعی را به‌کارگیریم.
در اکتبر ۲۰۱۹، او از توافقنامه خروج برگزیت که توسط بوریس جانسون عنوان شد، حمایت کرد و استدلال کرد که «به همان اندازه‌ای که می‌شود خوب است» و از نمایندگان مجلس خواست تا آن را تأیید کنند. در دسامبر ۲۰۲۰، او گفت که معتقد است برگزیت یک «شوک مثبت برای بریتانیا» بود زیرا دورانی که بریتانیا در اتحادیه اروپا سپری کرده «یک فاجعه برای بریتانیا» بود.
در ژوئن ۲۰۲۱، هیث معتقد بود که پروتکل ایرلند شمالی مبنی برتوافقنامه خروج «در لحظه بزرگ‌ترین ضعف ما بود که توسط بروکسل به بریتانیا تحمیل شد» و استدلال کرد که این موضوع باید دوباره مورد مذاکره قرار گیرد.
در سپتامبر ۲۰۲۲، هیث از بودجه کمی که توسط کوارتنج، وزیر خزانه داری بریتانیا ارائه شده بود، به گرمی استقبال کرد.

## جوایز و تقدیر
هیث در گذشته برنده جایزه سازمانی (IEA) رایگان شده بود.